# 第48回カンザスシティ映画批評家協会賞
第48回カンザスシティ映画批評家協会賞は2014年の映画を対象としており、2014年12月14日に受賞者が発表された。

## 受賞一覧

### 作品賞
- 『バードマン あるいは（無知がもたらす予期せぬ奇跡）』（アレハンドロ・ゴンサレス・イニャリトゥ監督）

### 監督賞
- リチャード・リンクレイター - 『6才のボクが、大人になるまで。』

### 主演男優賞
- マイケル・キートン - 『バードマン あるいは（無知がもたらす予期せぬ奇跡）』

### 主演女優賞
- ロザムンド・パイク - 『ゴーン・ガール』

### 助演男優賞
- エドワード・ノートン - 『バードマン あるいは（無知がもたらす予期せぬ奇跡）』

### 助演女優賞
- パトリシア・アークエット - 『6才のボクが、大人になるまで。』

### オリジナル脚本賞
- アレハンドロ・ゴンサレス・イニャリトゥ、アーマンド・ボー、ニコラス・ジャコボーン、アレクサンダー・ディネラリス・Jr - 『バードマン あるいは（無知がもたらす予期せぬ奇跡）』

### 脚色賞
- ジリアン・ロベスピエール - 『Obvious Child』

### SF/ファンタジー/ホラー映画賞
- 『ババドック 暗闇の魔物』

### アニメーション映画賞
- 『LEGO ムービー』

### 外国語映画賞
- 『イーダ』 ポーランド

### ドキュメンタリー映画賞
- 『シチズンフォー スノーデンの暴露』